# Spectrum News 1 North Carolina
Spectrum News 1 North Carolina（スペクトラムニュース・ワン・ノースカロライナ）は、チャーター・コミュニケーションズが所有するアメリカのケーブルニューステレビチャンネルで、地域ニュースチャンネル「Spectrum News」ブランドの系列局である。このチャンネルは、毎週の特集番組『イン・フォーカス（In Focus）』、平日夜の地域版『キャピタル・トゥナイト（Capital Tonight）』、毎晩のスポーツ放送『スポーツ・ナイト（Sports Night）』など一部の特別番組を除いて、主にノースカロライナ州に焦点を当てたローリングニュース放送を1日24時間年中無休で放送している。チャンネルの本部とメインスタジオは、ダウンタウンのすぐ外、ローリーのアトランティック・アベニュー（Atlantic Avenue）にある。追加の支局は、シャーロットのダウンタウンのモアヘッド・ストリート（Morehead Street）、グリーンズボロのセンターポート（Centreport）オフィスパーク、ウィルミントン（Wilmington）のサイエンティフィック・パーク・ドライブ（Scientific Park Drive）、ニューポートのクロアタン国有林にある。
Spectrum News 1 North Carolinaは、シャーロット、リサーチ・トライアングル（ローリー/ダーラム/チャペルヒル）、ピードモント・トライアド（グリーンズボロ/ウィンストン・セーラム/ハイ・ポイント）、ウィルミントン、ノースカロライナ州西部/山岳地域の5つの個別のフィードを維持しており、各フィードは、主にそれぞれの地域のローカルニュースコンテンツを提供するが、州全体に関心のあるローカルで制作された番組の一部は、南北ノースカロライナのフィード間で共有される。
このチャンネルには、5:00から10:00までの『Morning News』、10:00から17:00までの『Your Midday News』、17:00から深夜までの『Evening News』、深夜から翌5:00までの『Overnight News』の4つのローリングニュースブロックがある。

## 歴史
チャンネルの開局に先立ち、ローリーの当時のCBS提携局WRAL-TV（チャンネル5、現：NBC提携局）は、2001年7月にタイム・ワーナー・ケーブルのデジタル層で開始されたローカルニュースチャンネル「WRAL NewsChannel」を立ち上げた（このチャンネルは当時、WRALの2番目のデジタルサブチャンネル（現：Cozi TVと提携）でも送信されていた）。
タイム・ワーナー・ケーブルは、2001年12月にローリー、ダーラム、ファイエットビル、ゴールズボロで、ノースカロライナ州に焦点を当てた独自の24時間ローカルニュースチャンネルを同時に開設することを計画した。2001年9月11日の同時多発テロの後、チャンネルのゼネラルマネージャーであるアラン・メイソン（Alan Mason）は、デビューは2002年2月か3月まで延期されるだろうと語った。開始日が変更された理由は、チャンネルの従業員がニューヨーク市の姉妹ネットワーク「NY1」の新しいスタジオ施設で行われるトレーニングを必要としたためだったが、NY1はテロ攻撃の報道を提供することに集中しており、まだ新しいスタジオに移動していなかった。2002年3月22日に「News 14 Carolina」として遂にデビューした。リポーターは、ビデオテープの代わりにデジタルカメラを使用し、コンピューターを介してニュースルームにニュース記事をダウンロードした。ただし、セットはテレビ放送局で使用されているものに似ていた。
タイム・ワーナー・ケーブルは、6月にシャーロットとその周辺の8つの郡でチャンネルを開設する計画を立てた。イースト・モアヘッド・ストリート（East Morehead Street）にあるタイム・ワーナーの建物に追加された2階建ての建物には、リポーターが自分のデスクで編集できるデジタルビデオと、ライブ及び事前収録されたニュースコーナーをスタジオで録画するためのロボットカメラを備えた、「国内で最も技術的に高度なニュースルーム」があった。さらに、News 14は、ガストニアとソールズベリーにも支局を運営していた。9ヶ月の準備の後、ニュースディレクターのジム・ニューマン（Jim Newman）の指揮の下、6月14日にチャンネルのシャーロットフィードの放送が開始された。
タイム・ワーナーのグリーンズボロ部門の社長であるジャック・スタンリー（Jack Stanley）は、シャーロットとローリーの事業が上手く機能すれば、このチャンネルのグリーンズボロフィードが開始される可能性が高いと述べた。これは、ABC提携局のWXLV-TV（チャンネル45）が、その市場で確立された3つの放送局（WFMY-TV（チャンネル2）、WGHP（チャンネル8）、WXII（チャンネル12））との競争に失敗した後、ニュース番組の視聴率が低くなったために、最近ニュース事業を停止したにもかかわらずだった。
2004年2月26日、TheWolfWebのメンバーは、悪天候時の学校、企業、または教会の閉鎖をリポートするチャンネルのシステムがレビューなしで放映されたという事実を悪用した。「All Your Base Are Belong To Us」からいくつかのみだらな、または猥褻な「ビジネス」に至るまでの多数の一覧がリストされ、チャンネルの冬季の天気予報の間に数回表示された。この事件は全米のオンライン、印刷物、放送メディアの注目を集め、最終的にNews 14を含む多くのテレビ局が、事件の再発を防ぐために、閉鎖/遅延検証及び審査システムを確立または強化することを余儀なくされた。
2004年6月、News 14のシャーロットフィードのウェブサイトは、地元テレビ局の「Best large-market website（最優秀大規模市場ウェブサイト）」として、エドワード・R・マロー賞を受賞した。2004年8月、ベロ・コーポレーション（当時：シャーロットのNBC提携局WCNC-TV（チャンネル36）の所有者）はNews 14とのニュース収集パートナーシップを終了したことにより、タイム・ワーナー・ケーブルは管理、生産、マスターコントロールの業務をシャーロットフィードからローリーに移すことでコストを削減し、ソールズベリーとガストニアの支局を閉鎖することを余儀なくされ、結果として約50人の仕事が失われた。
2005年、News 14 Carolinaは、シャーロット・ボブキャッツNBAフランチャイズの試合を放送する地元のケーブルテレビの権利を取得した。News 14のボブキャッツの放送は、シャーロット市場のサウスカロライナ側の主要なケーブルプロバイダーであるコンポリウム・コミュニケーションズのローカル発信チャンネルである「Tri-County 14」でサイマル放送され、News 14は、2008年にボブキャッツのテレビ放映権を失った。2006年9月25日、チャンネルはピードモント・トライアド地域のフィードを開始し、これに続いて、2008年8月18日にウィルミントンエリアフィードが開始された。
2011年2月2日、タイム・ワーナー・ケーブルとシンクレア・ブロードキャスト・グループは、WXLVと姉妹放送局WMYV（チャンネル48）の放送を再開するための新たな放送契約に達し、両当事者間の再送信同意の論争を解決した。この契約には、News 14 CarolinaがWXLVのニュース番組の制作を開始するというニュース共有契約を締結する条項も含まれていた（2004年にシンクレアの『ニュースセントラル』のローカル/全国ハイブリッドオペレーションの一環としてニュース部門を一時的に復活させて以来、ローカルニュース番組を放映していなかった）。当初は『News 14 Carolina on ABC 45』（現：『Spectrum News on ABC 45』） としてブランド化され、6:30、18:00、23:00の30分間放送されていた週3回のニュース番組が、2012年1月2日にデビューした。朝と夕方のニュース放送は、チャンネルのグリーンズボロ支局から制作されており、番組の開始には、News 14のスタッフの拡張も必要だった。
2013年12月16日、新しいグラフィックと音楽パッケージの導入を含むプロバイダーのニュースチャンネル全体のブランディング標準化の一環として、「Time Warner Cable News North Carolina」にブランド変更された。それに応じて、州内のチャンネルのサブフィードは全て、「Time Warner Cable News（Raleigh/Charlotte/Triad/Coastal）」としてブランド変更された。ブランド変更の前は、2009年から2011年の間に他のニュースチャンネルで採用された「YNN」ブランド（「Your News Now」から）を採用していなかった、タイム・ワーナー・ケーブルが所有する（ニューヨーク市の姉妹ネットワークNY1と並んで）2つの地域ニュースチャンネルのうちの1つだった（2009年3月にYNN Buffaloとして立ち上げられた時に最初にこのブランドを使用した、ニューヨーク州バッファローの姉妹ネットワークであるTime Warner Cable News Buffaloを含む）。2016年5月18日、タイム・ワーナー・ケーブルはチャーター・コミュニケーションズに買収され、このチャンネルは、2017年3月に「Spectrum News North Carolina」にブランド変更された。2017年5月に、リリントン（チャンネル11）とカロライナビーチとトップセール/サーフシティ（チャンネル5）のチャーターシステムに追加された。2021年1月、Spectrumは、アシュビルを拠点とし、アシュビルからブーンまでの地域を提供するノースカロライナ州西部に向かう山岳地域フィードを追加した。
2017年に、放送中のデザインを大幅に更新し、ブランドを平坦化し、チャンネルの外観を近代化した。
2020年、再び「Spectrum News 1 North Carolina」にブランド変更された。